# Sūdān ’Awwal Ğāmi‘a
Sūdān ’Awwal Ğāmi‘a (ar. سُودَان أولُ جامِعةُ) jest najwyższą piłkarską klasą rozgrywkową w Sudanie. Liga powstała w 1962 roku.

## Drużyny w sezonie 2011
- Al-Ahli Chartum
- Al-Ahli Szendi
- Al-Hilal Kadougli
- Al-Hilal Omdurman
- Al-Hilal Port Sudan
- Al-Ittihad Wad Medani
- Al-Chartum
- Al-Merreikh Omdurman
- Al-Mourada Omdurman
- Al-Nil Al-Hasahesa
- Al-Nsoor
- Amal Atbara
- Hay al-Arab Port Sudan
- Jazeerat Al-Feel

## Mistrzowie
| - 1962: Al-Hilal Omdurman - 1963: nie rozgrywano - 1964: Al-Hilal Omdurman - 1965: Al-Hilal Omdurman - 1966: Al-Hilal Omdurman - 1967: Al-Hilal Omdurman - 1968: Al-Mourada Omdurman - 1969: Burri Chartum - 1970: Al-Merreikh Omdurman - 1971: Al-Merreikh Omdurman - 1972: Al-Merreikh Omdurman - 1973: Al-Merreikh Omdurman - 1974 (wiosna): Al-Hilal Omdurman - 1974 (jesień): Al-Merreikh Omdurman - 1975: Al-Merreikh Omdurman - 1976: nie rozgrywano - 1977: Al-Merreikh Omdurman - 1978: Al-Merreikh Omdurman - 1979: nie rozgrywano |  | - 1980: nie rozgrywano - 1981: Al-Hilal Omdurman - 1982: Al-Merreikh Omdurman - 1983: Al-Hilal Omdurman - 1984: Al-Hilal Omdurman - 1985: Al-Merreikh Omdurman - 1986: Al-Hilal Omdurman - 1987: Al-Hilal Omdurman - 1988: Al-Hilal Omdurman - 1989: Al-Hilal Omdurman - 1990: Al-Merreikh Omdurman - 1991: Al-Hilal Omdurman - 1992: Al-Hilal Port-Sudan - 1993: Al-Merreikh Omdurman - 1994: Al-Hilal Omdurman - 1995: Al-Hilal Omdurman - 1996: Al-Hilal Omdurman - 1997: Al-Merreikh Omdurman |  | - 1998: Al-Hilal Omdurman - 1999: Al-Hilal Omdurman - 2000: Al-Merreikh Omdurman - 2001: Al-Merreikh Omdurman - 2002: Al-Merreikh Omdurman - 2003: Al-Hilal Omdurman - 2004: Al-Hilal Omdurman - 2005: Al-Hilal Omdurman - 2006: Al-Hilal Omdurman - 2007: Al-Hilal Omdurman - 2008: Al-Merreikh Omdurman - 2009: Al-Hilal Omdurman - 2010: Al-Hilal Omdurman - 2011: Al-Merreikh Omdurman - 2012: Al-Hilal Omdurman - 2013: Al-Merreikh Omdurman - 2014: Al-Hilal Omdurman - 2015: Al-Merreikh Omdurman |

## Podsumowanie
| Klub                 | Liczba tytułów | Ostatni tytuł |
| -------------------- | -------------- | ------------- |
| Al-Hilal Omdurman    | 28             | 2014          |
| Al-Merreikh Omdurman | 20             | 2015          |
| Burri Chartum        | 1              | 1969          |
| Al-Hilal Port Sudan  | 1              | 1992          |
| Al-Mourada Omdurman  | 1              | 1968          |